# Siayan (Zamboanga del Norte)
Siayan es un municipio de Segunda Clase de la provincia en Zamboanga del Norte, Filipinas. De acuerdo con el censo del 2000, tiene una población de 33,074 en 6,086 hogares. 

## Barangays
Siayan está políticamente subdividido en 22 barangays.
| - Balok - Balunokan - Datagan - Denoyan - Diongan - Domogok - Dumpilas - Gonayen - Guibo - Gunyan - Litolet | - Macasing - Mangilay - Moyo - Muñoz - Pange - Paranglumba (Pob.) - Polayo - Sayaw - Seriac - Siayan Proper (Pob.) - Soguilon |